# 阿尔玛·珀于斯蒂
阿尔玛·伊洛娜·珀于斯蒂（芬蘭語：Alma Ilona Pöysti，1981年3月16日—），芬兰女演员。她也曾在瑞典生活和工作过。

## 生平
2003至2007年间珀于斯蒂在赫爾辛基藝術大學戏剧学院学习。之后她在瑞典语剧院和芬蘭國家劇院工作。
2020年她在《朵貝的愛情繪本》中出演标题主角朵貝·楊笙。
2023年她以其在《枯叶》中的角色而获得金球獎最佳音樂及喜劇類電影女主角的提名。